# おかちめんこ
おかちめんこは、目鼻立ちの整わない、器量の良くない女性を指す俗語。そのような女性を罵っていう言葉。ぶす。
語源不詳であるとする文献もあるが、雄勝石で作っためんこに由来するという説がある。すなわち雄勝石で作っためんこが地面との摩擦で変形したものからの連想であると、いくつかの文献にある。『明治百年を語る古老のつどい』という本には、実際に擦り切れた雄勝めんこの写真が掲載されている。
また、異説がない訳でもない。めんこの材質は時代により変遷があるが、明治10年代（1877年 - 1886年）から1900年頃までに使われた鉛めんこが変形して顔が歪んだものが語源であるとする文献もある。